# Heteroligus rojkoffi
Heteroligus rojkoffi är en skalbaggsart som beskrevs av Dupuis 2010. Heteroligus rojkoffi ingår i släktet Heteroligus och familjen Dynastidae. Inga underarter finns listade i Catalogue of Life.